# Дубровнишки молитвеник
Дубровнишкият кирилски молитвеник (на хърватски: Dubrovački ćirilski molitvenik) е сърбохърватски католически молитвеник от типа на часословите, отпечатан на кирилица във Венеция през 1512 година. Сръбският филолог Милан Решетар, който преиздава книгата през 1938 година, определя езикът ѝ като сръбски, но отбелязва, че използваната кирилска типография се отличава от тази на ранните православни печатни книги и се доближава до използваната от католици и мюсюлмани.